# Puerto Nuevo (Buenos Aires)
El Puerto Nuevo es la parte del Puerto de Buenos Aires (Argentina) que continúa funcionando en la actualidad, ya que el Puerto Madero fue desactivado y transformado en un barrio comercial. Se comenzó a construir en 1911 y se terminó en 1928, fue en su momento el más grande de Latinoamérica y el Hemisferio Sur, e informalmente es parte del barrio de Retiro. Tiene un formato "dentado", compuesto por seis dársenas abiertas al Río de la Plata.
La historia de la construcción de un puerto para la ciudad de Buenos Aires se remonta a la primera mitad del siglo XIX. En esos tiempos, el Río de la Plata alcanzaba el eje de las actuales avenidas Alem y Paseo Colón, y debido a su poca profundidad las embarcaciones debían permanecer al borneo, río adentro, y los pasajeros y cargas tenían que ser llevados a la ribera en botes, carros, o sobre animales de tiro.
Diversos proyectos fueron elaborados por ingenieros extranjeros, desde que en 1810 la Argentina rompió sus vínculos con el Imperio Español. Se destacan los tres de Santiago Bevans (1823), el de William Micklejohn (1824), Julio Messini, Carlos Pellegrini (1853) y John Coghlan (1859).
Sin embargo la competencia más encarnizada se daría en los años 1880, entre las propuestas del ingeniero Luis Huergo (a la sazón el primer ingeniero argentino) y el empresario Eduardo Madero. El primero sostenía el aprovechamiento del Riachuelo y la construcción de dársenas dentadas abiertas al Río de la Plata. El segundo, habiendo encargado el proyecto a la firma inglesa Hackshaw, Sons & Heyter, proponía la construcción de dos dársenas de acceso y cuatro diques intermedios cerrados, construyendo una isla artificial.
El enfrentamiento entre las voluntades del Gobierno Nacional, la Provincia de Buenos Aires y la Capital Federal fue feroz, alcanzando repercusión pública a través de los diarios, que apoyaban una y otra propuesta, al igual que ingenieros de diversos cargos y nacionalidades, que en su mayoría acompañaban la idea de Huergo. A pesar de la opinión general, el Poder Ejecutivo demoró el proyecto de Huergo, mientras el Congreso Nacional aprobaba el de Madero. Así se construyó, entre 1887 y 1898, el Puerto Madero.
El crecimiento de Buenos Aires y del tráfico de cereales y productos ganaderos que se exportaban a Europa fue tal, que ya a los pocos años quedó demostrado que el diseño impulsado por Madero había quedado obsoleto, y no había posibilidades de solucionar el problema. Fue así que finalmente se concibió un proyecto para un nuevo puerto con un diseño de dársenas dentadas, heredero del que Huergo había hecho veinte años antes, que se ubicaría al norte del obsoleto Puerto Madero.
La construcción, nuevamente a cargo de una compañía inglesa, llamada C.H. Walker & Co., fue dirigida por los ingenieros Levesey, Son & Henderson, comenzó en 1911 y se prolongó por las siguientes décadas, tratándose de un ambicioso proyecto que implicó el relleno con tierra de varias hectáreas de río. La primera etapa fue inaugurada en 1919, y la habilitación de las dársenas se realizó en etapas, hasta 1928. De todas formas, eso significó solamente el relleno perimetral de una amplia área, para tener acceso a las dársenas: el relleno interior continuó durante las siguientes décadas y llegó a los años 1940. Las dársena F fue habilitada recién en esa época

## Descripción

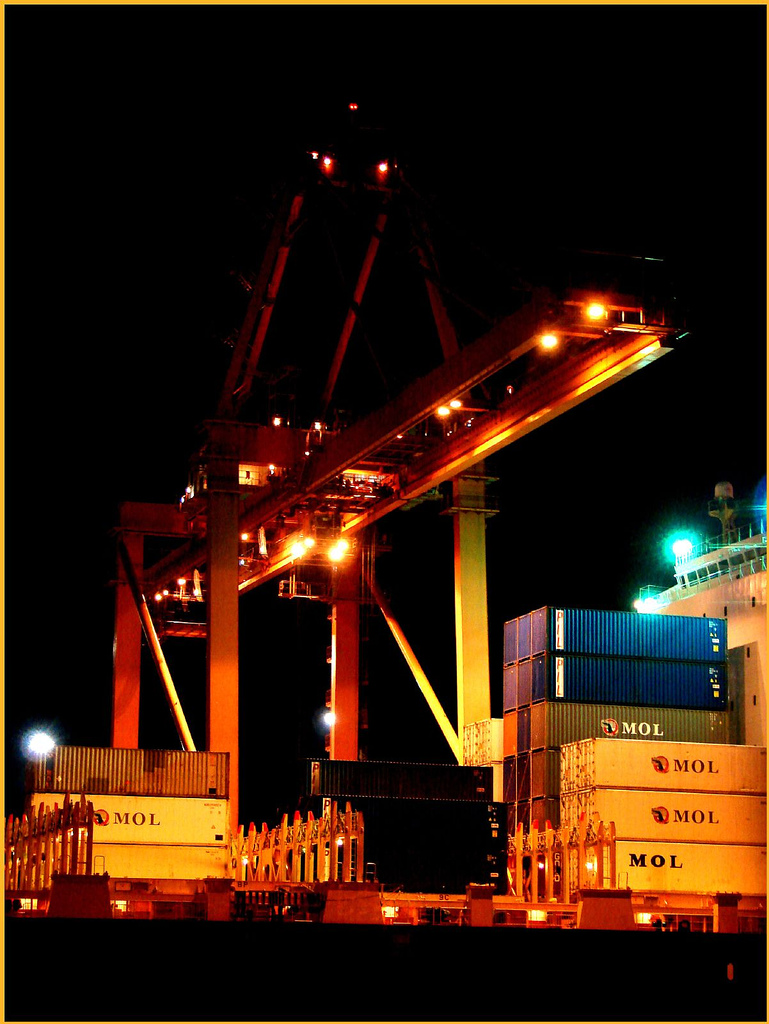
Grúa para contenedores.

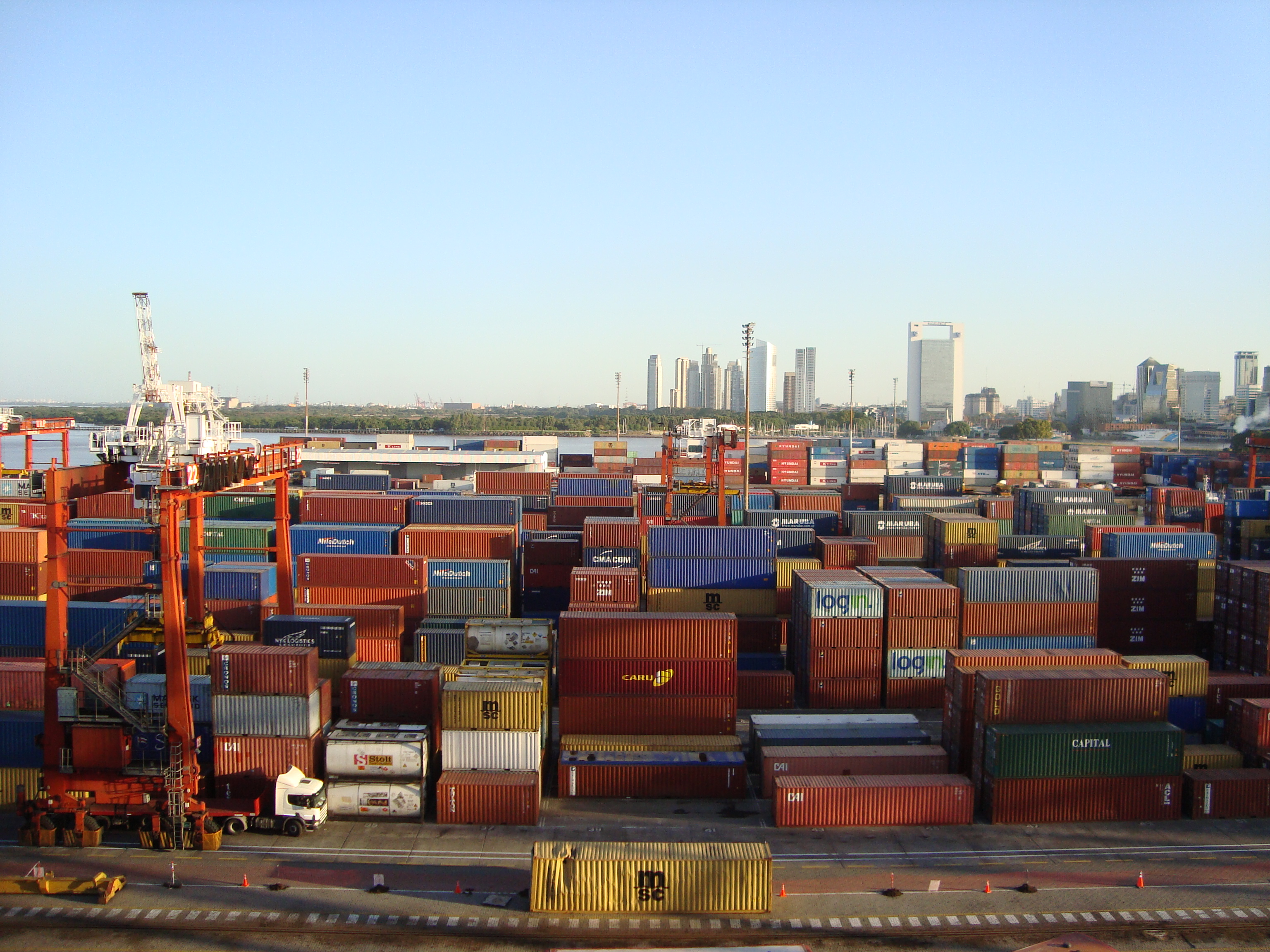
Contenedores en una dársena.

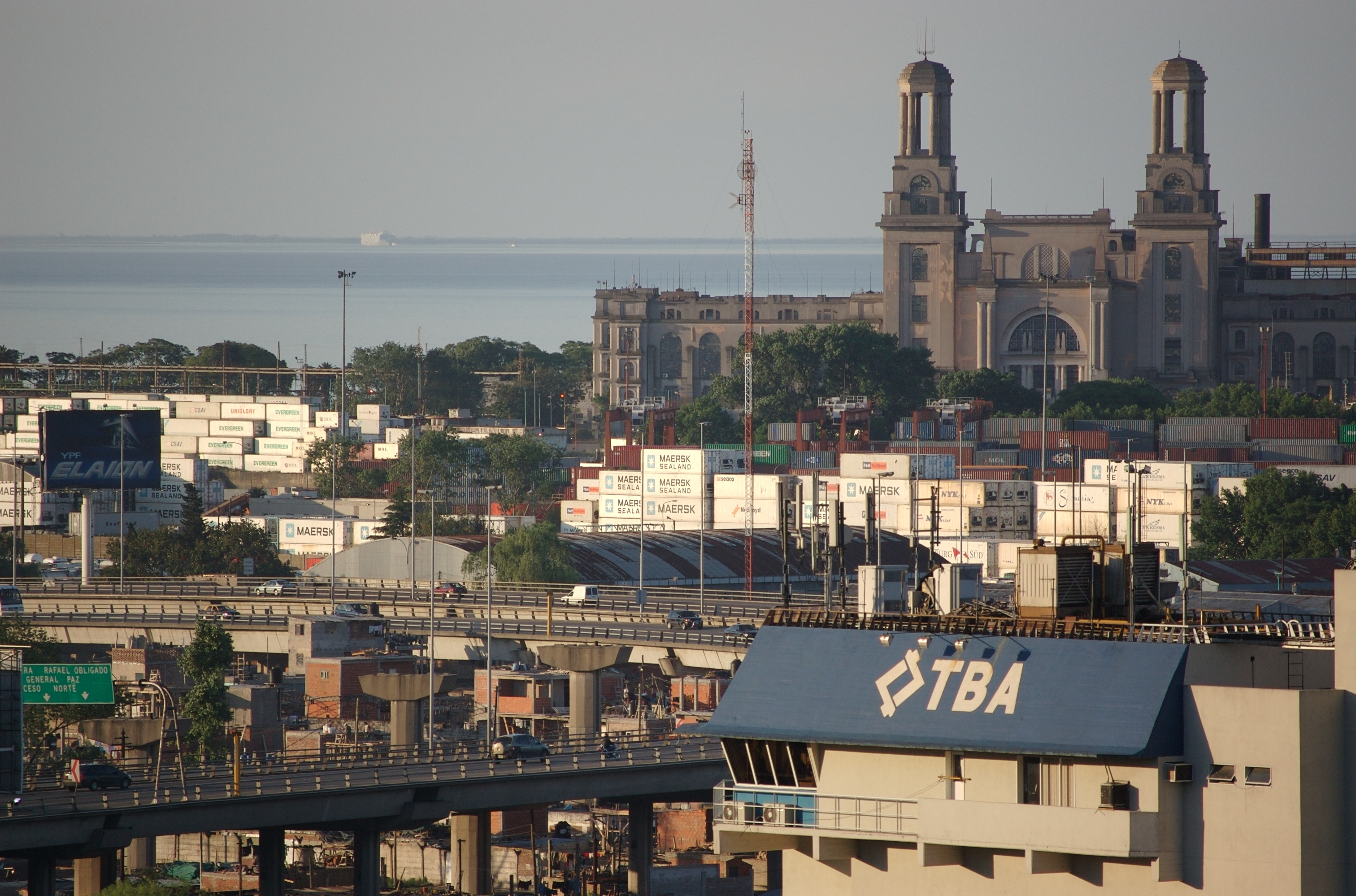
Al fondo, la Super Usina de la CIAE.

El Puerto Nuevo está compuesto por el Antepuerto Norte, cinco dársenas de ultramar (A, B, C, D y E) separadas por espigones, y una de cabotaje (F). El acceso a las mismas está protegido por dos escolleras, de 2.720 y 950 metros de longitud.
- Dársena A: Para buques de pasajeros y barcos de línea con carga general y contenedores.
- Dársenas B y C: Para buques de carga y descarga, de almacenaje de mercaderías, de cargas refrigeradas. Zona apta para el movimiento de contenedores, luego modificada para full containers (de 6 a 12 metros de largo). En el espigón que las separa están los elevadores de la Junta Nacional de Granos, los más grandes de la Argentina.
- Dársena D: Para contenedores y bultos pesados. Para ello posee grúas de pórtico y trastainers. En el espigón se construyó la Super Usina de la Compañía Hispano-Argentina de Electricidad (CHADE).
- Dársena E: Para descarga de buques con carbón y aquellos que hacen entrega directa de su carga: pesqueros, petroleros, con aceites, vinos y cargas perecederas. En el espigón al norte se construyó la Súper Usina "Dr. Carlos Givogri" de la Compañía Ítalo-Argentina de Electricidad (CIAE).
- Dársena F: De poco calado, sirve para buques fluviales, y en ella operan remolcadores a "empuje", los que descargan sus productos procedentes de los ríos Paraná y Uruguay. Al norte atracan las "chatas" areneras, y se ven las escalinatas que quedaron del momento en que de allí partían hidroaviones.

## Edificios
El relleno de amplias superficies que pertenecían al Río de la Plata tuvo como objetivo no sólo la construcción de instalaciones portuarias y las dársenas, sino que significó la creación de mucho espacio para la instalación, en un lugar cercano al centro de la ciudad, de edificios para dependencias del Estado. Numerosos proyectos y tentativas se sucedieron desde la concreción del Puerto Nuevo, desde ciudades universitarias a polos judiciales. La edificación en el lugar es producto de esa desordenada normativa que no pudo mantener un proyecto integral a lo largo del tiempo.
Los primeros grandes edificios construidos en el Puerto Nuevo fueron las super usinas de la CHADE (inaugurada en 1932) y de la CIAE (inaugurada en 1933). Pero en cuanto a dependencias del Estado, el primer edificio construido con ese fin fue la sede de Ferrocarriles del Estado, terminada en 1936. 
Durante la siguiente década, especialmente durante las presidencias de Juan Domingo Perón (1946-1955) se construyeron más edificios de grandes dimensiones. La nueva Casa de Moneda (1944), el Edificio Movimiento del Correo (1949), el Policlínico Ferroviario Central (1952) y la sede de la Dirección Nacional de Vialidad (1952).
En las siguientes dos décadas, la zona sería progresivamente ocupada por dependencias de las Fuerzas Armadas y de Seguridad. Un inconcluso policlínico para la Unión Tranviarios Automotor fue transformado en el Edificio Cóndor, sede de la Fuerza Aérea que incluye la Escuela Superior de Guerra Aérea. En su predio están la Capellanía de la Fuerza Aérea y una sucursal del Banco Patagonia. En 1970, se inauguró el Edificio Libertad, sede de la Armada. De esa misma época data el Edificio Centinela, sede de la Gendarmería Nacional.
Junto al Libertad funcionan la Curia del Obispado Castrense (Av. Comodoro Py 1925) y una sucursal del Banco Nación llamada "Navibanco". En el Libertad también está instalado el Rectorado del Instituto Universitario Naval.
En 1972 se inauguró una sucursal del Banco de la Ciudad de Buenos Aires, según un llamativo y moderno proyecto elaborado por los arquitectos Manteola, Petchersky, Sánchez Gómez, Santos, Solsona y Viñoly. También ese año se construyó la sede del Servicio Postal Internacional, del arquitecto Esteban Insausti. En la década de 1980 se dejó inconclusa la estructura de hormigón armado de lo que iba a ser el Hospital Aeronáutico, que aún en día permanece a la intemperie, con proyectos de transformarse en dependencias del Poder Judicial. A su lado, funciona la Escuela Primaria Municipal N.º 25 «Bandera Argentina» y la Escuela de Educación Media N.º 6 (DE 1) «Padre Carlos Mugica».
En Av. de los Inmigrantes 2550 funciona la Comisaría N.º 46 de la Policía Federal.

## Ciudad Judicial

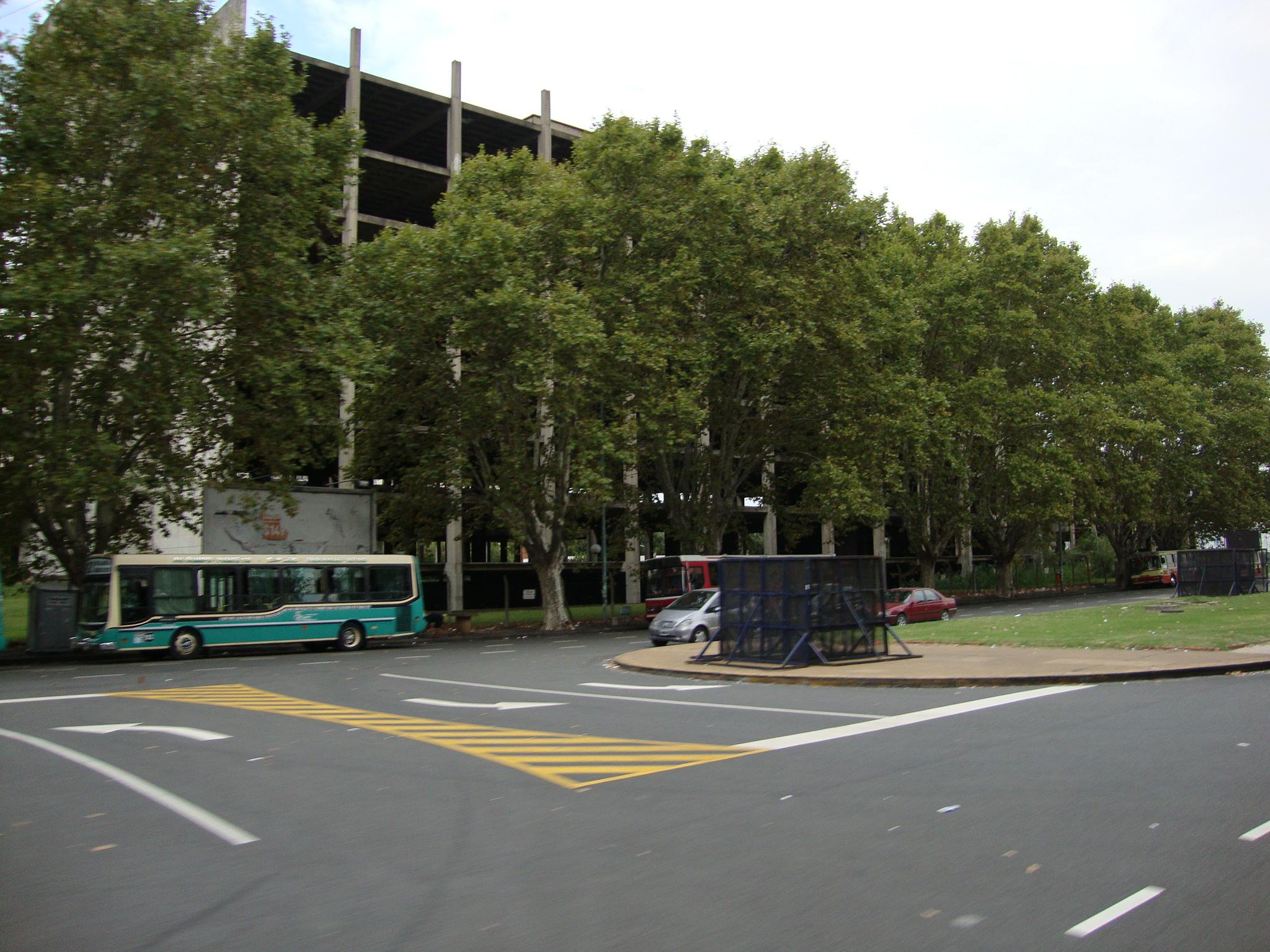
Estructura abandonada del Hospital Aeronáutico.

Carlos Menem asumió la Presidencia de la Nación en 1989, y llevó adelante un profundo plan de reforma del Estado, que significó la privatización de gran cantidad de empresas públicas y la reducción de los organismos estatales. De esa forma, los grandes edificios administrativos de la Dirección Nacional de Vialidad y de los Ferrocarriles en Retiro quedaron excesivos para las disminuidas dependencias. La DNV fue trasladada a un edificio de la Diagonal Sur, y los Ferrocarriles del Estado fueron cerrados.
Entonces, surgió el proyecto de instalar en el Puerto Nuevo las dispersas partes del Poder Judicial, idea que impulsó el Ministro de Justicia Rodolfo Barra en 1993. 
De esta forma, los Juzgados Federales se trasladaron a los dos grandes edificios que estaban en Retiro. El de Vialidad (Av. Comodoro Py 2002) aloja desde entonces a la Cámara Federal de Casación Penal y a la Cámara Nacional en lo Criminal y Correccional Federal, entre otras. El de Ferrocarriles (Av. de los Inmigrantes 1950) es sede de la Cámara Nacional en lo Penal Económico, entre otras.
Sin embargo, el proyecto no se concretó y sólo se realizaron esas dos mudanzas. La idea sería reflotada en 2005 con la propuesta de terminar el inconcluso Hospital Aeronáutico para que funcione como sede de la Cámara Nacional de Casación en lo Criminal y Correccional, de la Cámara Nacional en lo Criminal y Correccional y otros tribunales y juzgados.

## Fuente principal
- Puerto de Buenos Aires: Puerto Nuevo - Inicios 1911 a 1925 Historia y Arqueología Marítima